# سباستین راخ
سباستین راخ (انگلیسی: Sebastian Rauch؛ زادهٔ ۲۹ سپتامبر ۱۹۸۱) بازیکن فوتبال اهل آلمان است.